# Малая Красиловка
Малая Красиловка — упразднённое село в Курмангазинском районе Атырауской области Казахстана. На момент упразднения входило в состав Ганюшкинского сельсовета. В 1990-е годы присоединено к селу Курмангазы и исключено из учётных данных.

## География
Располагалось между ериками Пухлый и Красиловский; ныне представляет собой южную часть села Курмангазы, расположенную на правом берегу ерика Пухлый.

## История
По данным на 1989 год входило в состав Ганюшкинского сельсовета Денгизского района.

## Население
По данным всесоюзной переписи 1989 года в селе проживало 1149 человек, основное население — казахи